# UMCG Ambulancezorg
UMCG Ambulancezorg is een onderdeel van de UMCG Groep en verantwoordelijk voor het uitvoeren van ambulancezorg en is actief in Drenthe en Friesland. De hoofdvestiging zit in Tynaarlo.

## Standplaatsen[1]

### Friesland
De standplaatsen van de ambulances in de regio Friesland zijn:
- Vlieland
- Terschelling
- Schiermonnikoog
- Stiens
- Buitenpost
- Leeuwarden
- Leeuwarden vliegbasis - Hier staat de Medic 01. Deze wordt gebruikt voor medisch transport tussen de eilanden en het vaste land.
- Grouw
- Bolsward
- Sneek- In Sneek staat sinds 2020 nog een tweede post; dit is een avondpost.
- Koudum
- Joure

### Drenthe
Standplaatsen in Drenthe:
- Roden
- Eelde
- Annen
- Assen
- Assen-Centrum
- Borger
- Emmen-Noord
- Emmen
- Beilen
- Westerbork
- Dieverbrug
- Meppel
- Hoogeveen
- Coevorden
- Zweeloo sinds 2020
- Klazienaveen

## Personeel[2]
| Functie                  | Man | Vrouw | Totaal: |
| ------------------------ | --- | ----- | ------- |
| Ambulanceverpleegkundige | 76  | 71    | 147     |
| Ambulancechauffeur       | 110 | 21    | 131     |
| Staf                     | 32  | 23    | 55      |
| Meldkamercentralist      | 7   | 9     | 16      |
| Zorgambulance            | 3   | 9     | 12      |
| Totaal                   | 228 | 133   | 361     |